# Nacionalni herbarijum Viktorije
Nacionalni herbarijum Viktorije (Index Herbariorum kod: MEL) je jedan od najranijih herbarijuma Australije i najstarija naučna institucija u Viktoriji. Njenih 1,5 miliona primeraka očuvanih biljaka, gljiva i algi – zajednički poznatih kao Državna botanička zbirka Viktorije – čine najveću kolekciju herbarijuma u Australiji i Okeaniji.

## Spoljašnje veze
- Australasian Virtual Herbarium
- Royal Botanic Gardens Victoria
- VicFlora Flora of Victoria, Royal Botanic Gardens Victoria. Retrieved 18 May 2018.